# Al-Khalid
O Al-Khalid (em urdu:  الخالد ٹینک‎—Al-Xālid Ṫaiŋk, pronunciado [əl-ˈxɑːlɪd̪ ʈæːŋk] literalmente "O Tanque Eterno") é uma versão paquistanesa do tanque chinês Type 90. Os dois países se propuseram a desenvolver conjuntamente como sendo um tanque que atenderia às especificações paquistanesas. Foi construído pela Heavy Industries Taxila, empresa estatal do paquistão no setor militar.

## Desenvolvimento
O desenvolvimento deste carro de combate teve o seu início em 1988, tendo da determinação paquistanesa em construir o seu próprio carro de combate, resultado num acordo entre o Paquistão e a China assinado em 1990.
A ligação entre a China e o Paquistão resultaria no desenvolvimento de um tanque paquistanês. Ele é conhecido na China como Type-90 e resulta diretamente do desenvolvimento chineses nos tanques Type 80, de que resultou na atual família de carros de combates chineses Type 96 e Type 99.
O Al Khalid, também conhecido no Paquistão como projeto MBT-2000, é idêntico ao carro de combate Type 96 e sua produção teve inicio quando ficou pronta a linha de montagem paquistanesa.
O Al Khalid, tem no entanto características específicas, especialmente pensadas para a realidade de terreno e financeira paquistanesa, e principalmente por causa das altas temperaturas nas regiões central e sul do Paquistão.
Os veículos paquistaneses utilizam um motor de origem ucraniana modelo 6TD de 1200cv. O seu peso máximo é também superior a do tanque chinês Type-96 do qual e claramente derivado direto. Esta diferença entre os dois veículos prende-se com a inclusão de modulos de blindagem reativa com claro objetivo de tentar solucionar o tradicional problema que os chineses sofrem com blindagem de seu tanques.
Segundo as informações disponíveis o Al Khalid dispõe de vários sistemas fabricados localmente no Paquistão, como por exemplo um sistema de visão térmica, que aumenta as capacidades de visão num combate a noite.
Os números foram relativamente modestos o exército paquistanês apenas recebeu cerca de 20 unidades fabricadas no Paquistão. Os 260 veículos restantes foram fabricados na China.
Neste momento o futuro do Al Khalid não é dito como certo. Várias fontes militares afirmam que o Paquistão está em negociações para desenvolver outro veículo blindado desta vez em cooperação com a Turquia.
Entre muitas das razões, está o fato de os militares do Paquistão considerarem que o Al Khalid não está em condições de enfrentar o 310 T-90S que a Índia adquiriu dá Rússia e que também pretende fabricar localmente mais 1.000 unidades além dos próprios Arjun também da Índia fabricado localmente.

## Passado
As origens dos carros de combate da família Type 80-88, Type 85, Type 90-II/96/P-90, Type-98/99 está na decisão chinesa nos finais dos anos 1970 de desenhar um tanque capaz de competir com os veículos ocidentais como o novo Abrahams e o Leopard-II que começavam a entrar em serviço em seus respectivos países.
O primeiro passo foi a adoção de um novo casco, chassis e suspensão, que em grande parte lembravam uma copia do T-72 soviético.
E como primeiro resultado dos estudos nasceu o Type 80, cuja versão de produção é conhecida como Type 88 tendo posteriormente esse tanque recebido uma nova torre, que resultou no Type 85. Que também foi fabricado sob licença no Paquistão.
Porém, com primeira guerra no golfo e a derrota dos T-72, frente aos tanques Abrahams americanos, convenceu as autoridades militares chinesas de que o Type 85 também não seria naquela altura capaz de combater de igual para igual com os veículos ocidentais.
Tendo por base o Type 85 a China desenvolveu um novo tanque conhecido como Type 90-II.
Mas o Type 90-II não chegou a ser produzido em série, mas esteve na origem de dois novos tanques. Por um lado um em colaboração com o Paquistão foi produzido um tanque conhecido como Al-Khalid MBT.
Por outro lado, a continuação do desenvolvimento do Type 90-II resultou no tanque Type 96, presente em produção na China.

## Principais utilizadores
Paquistão
- Exército Paquistanês - 600 Al-Khalid em serviço.[2]

 Marrocos
- Exército Marroquino - 54 VT-1As em serviço em 2011, outros 96 entregues pela China.

 Bangladesh
- Exército Bangladexense - 44 VT1As.[3]

 Myanmar
- Exército Birmanês - Número desconhecido de VT1As em serviço.

 China
- Forças Terrestres do Exército de Libertação Popular- 3 VT1A em serviço para fins de treinamento.